# فاندا قزمية
فاندا قزمية (الاسم العلمي:Vanda pumila) هي نوع من النباتات تتبع جنس الفاندا من الفصيلة السحلبية.